# Jay Mohr
Jon Ferguson Mohr (Verona, Nueva Jersey, 23 de agosto de 1970), conocido como Jay Mohr, es un actor y comediante estadounidense.

## Carrera
Fue visto por primera vez en televisión, en la serie Saturday Night Live, la cual fue su lanzamiento a la pantalla grande, aunque es quizás más conocido aún por su papel como profesor Rick Payne en la serie Ghost Whisperer, un personaje que interpretó durante dos años (de la segunda a la cuarta temporada). Entre sus películas se encuentran Jerry Maguire, Paulie, Small Soldiers, Pay It Forward, S1m0ne y Street Kings. Además protagonizó junto a Jennifer Aniston y Kevin Bacon la película Picture Perfect. Estuvo casado con la actriz Nikki Cox, de quien se divorció en 2016.

## Filmografía
- The Orchard (2020)
- Dumbbells (2014)
- The Incredible Burt Wonderstone (2013) como Rick el Implausible
- Más allá de la vida (2010)
- Lonely Street (2008)
- Reyes de la calle  (2008)
- La apuesta perfecta (2007)
- Christmas Do-Over (2006)
- Community Service (2006)
- The Groomsmen (2006)
- Scarface: The World Is Yours (2006) (videojuego)
- Otra despedida de soltero (2006)
- King's Ransom (2005)
- Are We There Yet? (2005)
- Seeing Other People (2004)
- Fastlane: Brigada especial (2002) (TV)
- Simone (2002)
- The Adventures of Pluto Nash (2002)
- Un extraño lugar (2001)
- Cherry Falls (2000)
- Cadena de favores (2000)
- 200 Cigarettes (1999)
- Viviendo sin límites (1999)
- Corazones apasionados (1999)
- ¡Cámara y acción! (1999) (TV)
- Small Soldiers (1998)
- Paulie (1998)
- Mafia (1998)
- Temple suicida (1997)
- Picture Perfect (1997)
- Novio de alquiler (1997)
- Jerry Maguire (1996)